# Sweet Emma Barrett
Sweet Emma Barrett (New Orleans, 1897. március 25. – Metairie, 1983. január 28.) autodidakta amerikai jazz-zenész, zongorista és énekes.
Népszerű előadóként még a nyolcvanas években is fellépett, lebénult bal keze miatt (1967-ben szélütés érte) az utolsó időkben már csak fél kézzel zongorázott, de még akkor is nagy sikerrel. 1923 és 1936 között Papa Celestin, majd William Ridgely irányítása alatt az Tuxedo Brass Banddel lépett fel. Ebből az időszakból ismert egy Papa Celestinnel készített felvétele, így Emma Barrett egyike az első női hangszereseknek, akikről filmfelvétel maradt fenn.
Kottát olvasni nem tudott, de dolgozott Armand Pironnal, John Robichaux-val, Sidney Desvigne-nyel, és a Preservation Hall Jazz Banddel is. A lábszárán játék közben csilingelő harangocskákról kapta másik ragadványnevét, a Bell Galt (a. m. „csengős lány”). Egyszerű, közvetlen, ún. Barrelhouse-játékstílusát olykor a cölöpverő gép (pile driver) működéséhez hasonlították.

## Lemezek
- 1968: Sweet Emma Barrett And Her Original Tuxedo Jazz Band At Dixieland Hall
- 1964: Sweet Emma Barrett And Her Preservation Jazz Band
- 1963: Sweet Emma Barrett And Her New Orleans Music
- 1961: The Bell Gal And Her Dixieland Boys
- 1960: Sweet Emma